# Wim Kos

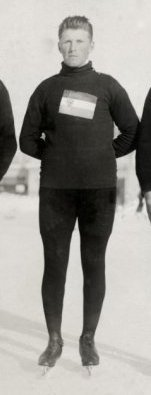
Wim Kos

Wim Kos, född 8 februari 1904 i Oudkarspel och död 8 mars 1930 i Oudkarspel, var en nederländsk hastighetsåkare på skridskor. Han deltog i Olympiska vinterspelen Sankt Moritz 1928. Han tävlade på 500 m, 1 500 m och 5 000 m.